# コミンテルン
コミンテルン（ロシア語: Коминтерн、英語: Comintern）は、1919年から1943年まで存在した国際共産主義運動の指導組織である。
別名は第三インターナショナル（だいさんインターナショナル）、第三インター（だいさんインター）、国際共産党（こくさいきょうさんとう）、コミンターン（コムミンターン）、共産党インターナショナル。

## 概説
「コミンテルン」とは正式名称の「共産主義インターナショナル」（ロシア語: Коммунистический Интернационал、カムニスチーチェスキイ・インテルナツィアナール、英語: Communist International）の略称。
1919年3月に結成され、1935年までに7回の大会を開催した。第7回大会には65ヶ国の党と国際組織の代表が出席した。前身の組織として第一インターナショナル、第二インターナショナルが存在する。
第二インターナショナルは、第一次世界大戦の際、加盟する社会民主主義政党が「城内平和」を掲げそれぞれ自国の戦争を支持したために瓦解した。これに反対する諸派がスイスで開いたツィンマーヴァルト会議がコミンテルンの源流である。十月革命後の1919年3月、ロシア共産党（ボリシェヴィキ）の呼びかけに応じてモスクワに19の組織またはグループの代表が集まり、創立を決めた。
当初は世界革命の実現を目指す組織とされ、ソ連政府は資本主義諸国の政府と外交関係を結ぶがコミンテルンは各国革命運動を支援する、という使い分けがなされた。しかしウラジーミル・レーニン死後にスターリンが一国社会主義論を打ち出したことで役割が変わり、各国の共産党がソ連の外交政策を擁護するのが中心になっていった。その一方、同じ第二インターナショナルの系譜に属する社会民主主義政党には厳しい姿勢をとりつづけ、1928年夏のコミンテルン第6回大会ではファシズムと社会民主主義のつながりを強調する「社会ファシズム論」が登場した。1930年代前半よりドイツで台頭する国家社会主義ドイツ労働者党（ナチ党）の急伸をまえに、ドイツ共産党が社会ファシズム論に基づいてドイツ社会民主党（SPDの略称で知られる中道左派・リベラル政党）との対立にあけくれたことは、ナチ党の権力掌握を許す一因となった。
1935年のコミンテルン第7回大会では反ファシズムを最優先課題として多様な勢力と協調しようとする人民戦線戦術を採択した。スペインやフランスで人民戦線政府が誕生したが、スペインではフランコによる反乱からの内戦で壊滅した。独ソ不可侵条約の成立と第二次世界大戦初期のポーランド分割の結果、人民戦線戦術は放棄された。
独ソ戦の勃発に伴い、ソ連がイギリスやフランス、さらにアメリカ合衆国などとともに連合国を形成したことによって名実ともに存在意義を失い、1943年5月に解散した。

## 歴史

### レーニン時代

#### 設立
第二インターナショナルは、第一次世界大戦の際、加盟する社会民主主義政党が国際主義を放棄して「祖国防衛」を支持したために瓦解した。1914年8月、ドイツ社会民主党の国会議員団は「われわれは危機の瞬間にあって祖国を見捨てるようなことはしない」と声明して軍事公債に賛成投票した。イギリスでは労働党のアーサー・ヘンダーソン、ジョン・ホッジとジョージ・バーンズ、フランスでは社会党のジュール・ゲードとマルセル・サンバが挙国一致内閣に入閣した。
反戦派はスイスのツィンメルワルトで1915年9月に国際会議（ツィンメルワルト会議）を開き、国際主義を復活させようとした。しかしツィンメルワルト会議に集まった社会主義者らも十分に意見が一致したわけではなく、平和主義的な右派と革命的な左派に分かれた。左派の中心となったボリシェヴィキは排外主義者や日和見主義者と絶縁して第三インターナショナルを設立することを主張した。
レーニンは、1918年12月、イギリス労働党が第二インターナショナルの再建を目指して会議を呼びかけたのに対抗して、外務人民委員ゲオルギー・チチェーリンに第三インターナショナル設立の準備を始めるよう指示した。1919年1月に39の党やグループにあてた創立大会への招待状が発表され、同年3月にモスクワで会議が開かれた。54名の代議員のうち、35名が19の組織やグループを代表して議決権を持っていた。国外から参加したのは5名だった。ドイツ共産党を代表して出席したフーゴ・エーバーラインは、明確に組織を代表して参加している代議員はごくわずかで、多くはグループの代表にすぎないことを指摘し、第三インターナショナルの即時創立に反対した。しかしその反対を押し切る形で創立が決議された。
大会は指導機関として「主要な諸国の共産党の代表者1名で構成される」執行委員会を設置すること、および執行委員会は5名からなるビューロー（事務局）を選出することを決めた。グリゴリー・ジノヴィエフが初代の議長となった。

#### 21ヶ条の加入条件と急進主義批判
コミンテルンはボリシェヴィキの主導によって創設され、運営された。加盟政党の中で革命を成功させたのはボリシェヴィキだけだったため、その地位は圧倒的なものとなった。一方、ロシア革命（十月革命）の成功は様々な勢力をコミンテルンにひきつけた。第一次世界大戦時に自国政府を支持し、レーニンに厳しく批判された社会民主主義者（ドイツの独立社会民主党やフランス社会党など）が、第二インターナショナルを再建する試みが失敗したこともあってコミンテルンへの加盟を求めてきた。また、ボリシェヴィキに影響された極端に左翼的な潮流も登場した。ドイツ共産党内で議会に対するボイコット戦術や反動的な労働組合からの脱退を主張し、1920年4月に分裂してドイツ共産主義労働者党を創設した勢力が典型例である。
社会民主主義勢力に対しては、ボリシェヴィキはコミンテルンの加入条件を厳格化することで対応しようとした。1920年のコミンテルン第二回大会で採択された21箇条の加入条件には、内乱へ向けての非合法的機構の設置（第3条）、党内における「軍事的規律に近い鉄の規律」（第12条）、社会民主主義的綱領の改定（第15条）、党名の共産党への変更（第17条）、コミンテルンに反対する党員の除名（第21条）などが盛り込まれた。このときプロフィンテルンの創設も決定されている。
この加入条件は必然的にヨーロッパの諸党の分裂をもたらした。ドイツでは1920年10月に独立社会民主党が分裂し、その左派とドイツ共産党が合同して同年12月に統一ドイツ共産党を結成した。フランスでは1920年12月に社会党の大会でコミンテルン加盟と共産党への改称が決定され、反対派が新たに社会党をつくった。すでにコミンテルンに加盟済みだったイタリア社会党も1921年1月に分裂し、イタリア共産党が設立された。
急進主義勢力に対しては、第二回大会前にレーニンが『共産主義における「左翼」小児病』を書いて批判した。反動的な議会や労働組合であっても、その中で共産主義に対する大衆的な支持を獲得するために運動すべきだと主張した。

#### 武装蜂起の支援
ボリシェヴィキはロシア革命をヨーロッパ革命の導火線と位置づけており、ヨーロッパ革命なしではロシアで国家権力を維持することも難しいと考えていた。そのため、ソヴィエト政府の財政資金も利用してヨーロッパの共産主義運動を積極的に援助した。
とりわけ重要視されたのがドイツだった。1918年11月に社会民主党政権が成立して以後、1919年のバイエルン・レーテ共和国、1920年のカップ一揆と政治的激動がつづき、勝利が近いと考えられた。
1921年3月のドイツにおける三月行動はコミンテルンが組織的にヨーロッパの革命を援助した最初の例となった。まず、コミンテルンは統一ドイツ共産党議長パウル・レヴィを辞任に追いこんだ。イタリア社会党に対するコミンテルンの分裂工作に反対したことが理由であった。そして新たな指導部を「攻勢」すなわち武装闘争へと駆り立てた。クン・ベーラをリーダーとするチームをドイツに派遣し、統一ドイツ共産党を監督した。しかし三月行動は大衆的支持を得られないままあっさりと粉砕された。
1923年のルール占領はドイツの政治危機を呼び起こし、統一ドイツ共産党を復活させた。コミンテルンは武装蜂起の方針を決め、ドイツの党の指導部をモスクワに呼びよせて蜂起の詳細な計画を作成した。しかし同年10月の蜂起は直前に中止が決定され、不発に終わった。連絡ミスで蜂起を開始したハンブルクでも戦闘は数日で終わり、統一ドイツ共産党は非合法化された。

#### 労働者統一戦線
ほかのヨーロッパ諸国でもボリシェヴィキが期待したような革命は起こらず、第一次世界大戦後の混沌とした政治状況は安定化へと向かった。コミンテルンは方針転換を余儀なくされた。1921年6月から7月にかけて開かれた第3回コミンテルン世界大会は、「攻勢」戦術を否定し、まず労働者階級の多数者を獲得することを強調する戦術テーゼを採択した。この新しい方向性は、社会民主主義者との共同行動を呼びかける「労働者統一戦線」戦術として同年12月に定式化された。この大会では、コミンテルン執行委員会国際連絡部も創設された。また、同年10月には東方勤労者共産大学も開校した。

### スターリン時代

#### 第二期

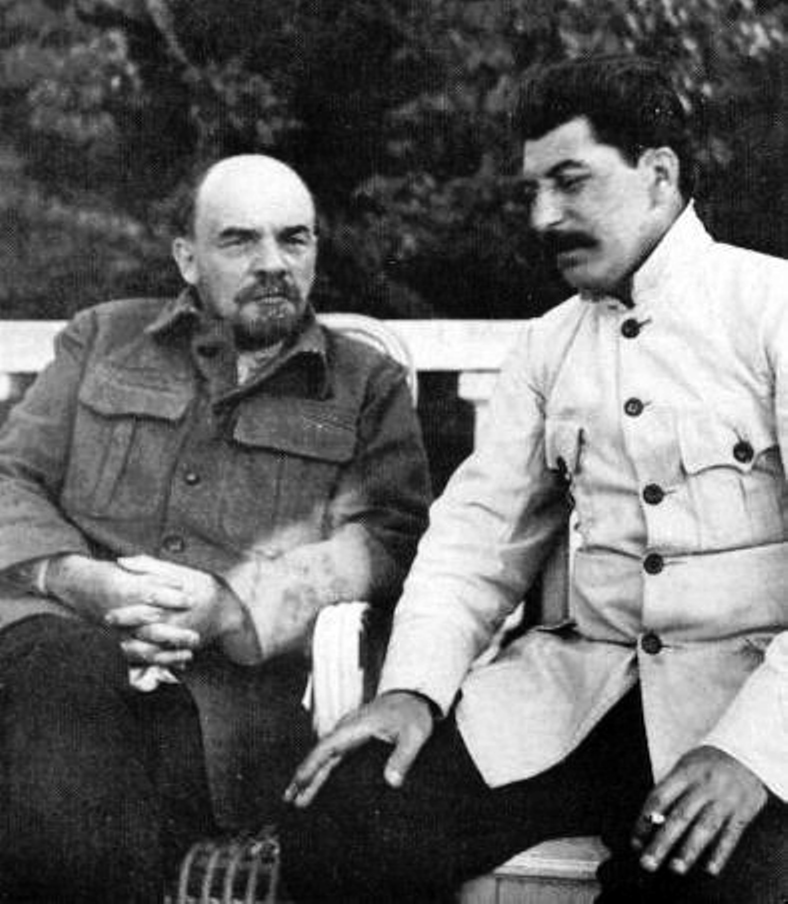
レーニン（左）とスターリン
（ただし、後にこの写真は合成されたものであると判明した）

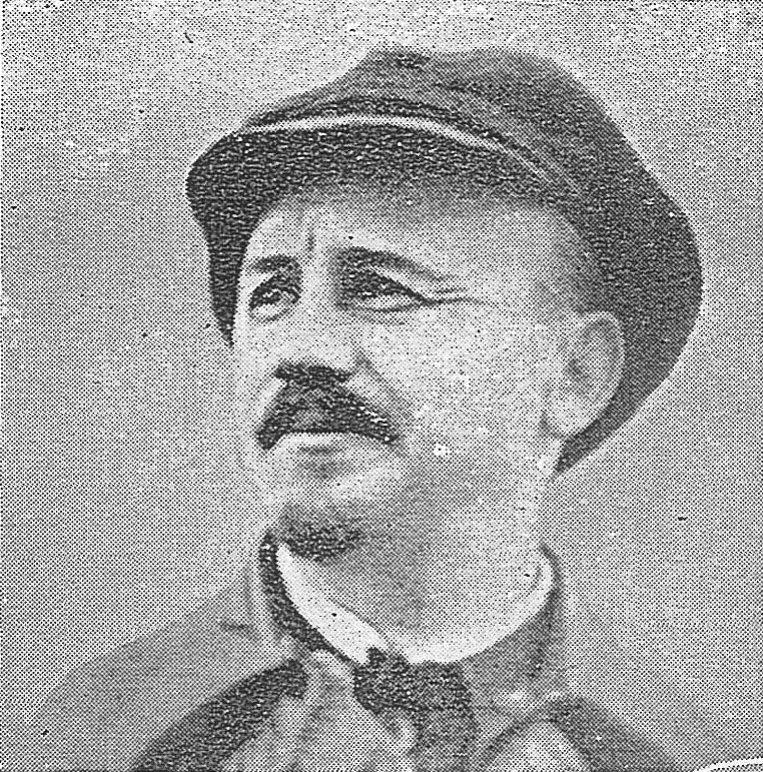
ニコライ・ブハーリン

1924年、レーニンが亡くなり、翌年には世界革命に直結する活動からソ連政府の防衛への変更が示された。この年、スターリンは「一国社会主義論」を掲げ、それはニコライ・ブハーリンが彼の1925年4月のパンフレット「Can We Build Socialism in One Country in the Absence of the Victory of the West-European Proletariat?」（我々は西欧プロレタリアートの勝利なしに一国の社会主義を建設できるか？）で詳しく説明している。スターリンの1926年1月における記事「On the Issues of Leninism」（レーニン主義の問題について）の後、国家方針としてまとめられた。
ドイツにおけるスパルタクス団蜂起とハンガリー・ソビエト共和国の失敗、さらに例えばファシストの準軍事組織黒シャツ隊がストライキを中止させ、1922年のローマ進軍に続いて直ちに権力を掌握したイタリアのような欧州における革命運動すべての顕著な後退傾向のため世界革命という考え方は退けられた（国際赤色救援会も参照）。1928年までに至るこの時期は「第二期」として知られ、ソ連の「戦時共産主義」から新経済政策「ネップ」への移行を反映している。
第5回コミンテルン大会は1924年6月17日から7月8日にかけてモスクワで開催され、49か国から510名の代表が出席した。ソビエト連邦共産党代表は資本主義は一時的に相対的安定が可能とするスターリンの意見を基にコミンテルンの戦術を作成するがこの過程でコミンテルン内部の左右両派と闘争が行われ、各国共産党を大衆組織としてコミンテルン各支部のボリシェヴィキ化を決定している。このときの決議に従い、1926年には、国際レーニン学校も設立されている。
大会中ジノヴィエフはマルクス主義哲学の学者ルカーチ・ジェルジがクン・ベーラのハンガリー・ソビエト共和国に関与した後、1923年に出版した『歴史と階級意識』（Geschichte und Klassenbewusstsein）とカール・コルシュの 『マルクス主義と哲学』を非難した。ジノヴィエフ自身は一国社会主義の問題でスターリンと対立して1926年に解任されたが、その時スターリンはすでにかなりの権力を握っていた。そしてブハーリンが「右翼的偏向」と非難されるようになる1928年までの2年間コミンテルンを指導している。ブルガリアの共産主義指導者ゲオルギ・ディミトロフが1934年にコミンテルンを指導するようになり、その解散まで議長を務めた。

#### 第三期
1928年2月9日から2月25日までモスクワで開催されたコミンテルン執行委員会第9回会合(Plenum)には27か国から92名の代表が参加し、いわゆる「第三期」(Third Period)を開始し、それは1935年まで続けられる予定であった。コミンテルンは資本主義体制が最終的崩壊の段階に入っていること及び全ての共産党の正しい在り方は高度に攻撃的、軍事的、極左(Ultra-left)路線であることといったことを宣言している。特にコミンテルンは全ての穏健な左翼会派を「社会主義ファシスト」と表現して、共産主義者は穏健な左翼会派の破壊のために尽力するよう主張した。1930年以後のドイツにおけるナチの活動拡大により、この姿勢はドイツ社会民主党を主要な敵として扱うドイツ共産党の戦術（社会ファシズム論）を批判していたポーランド人共産主義者で歴史家のアイザック・ドイッチャーなど多くの者と多少の論争となった。
第6回コミンテルン大会は1928年7月17日から9月1日にかけてモスクワで開催され、57か国から532名の代表が出席した。開会演説はニコライ・ブハーリンが行い、次いでプハーリン、スターリン、モロトフ、テールマンなど28人が幹部に選ばれた。
しかし大会はスターリンが直接に指導し、ブハーリンの「日和見主義的立場」を除き、資本主義戦後発展第三期は資本主義的安定の矛盾を発展させ資本主義的安定をさらに動揺させ、資本主義の一般的危機を激化させるべきとする第三期論を決定した。

共産主義者の帝国主義戦争への反対運動は一般平和主義者の戦争反対運動（反戦運動）とは根底が異なり、共産主義者は戦争反対運動をブルジョワ支配階級の絶滅を目的とする階級闘争に必要なものとテーゼに記され、ブルジョワジー絶滅のための革命のみが戦争防止の手段であり、さもなくば帝国主義戦争は避けがたいものとされ、それが勃発した場合に共産主義者はいわゆる敗戦革命論に基づき、(1)自国政府の敗北を助成すること、(2)帝国主義戦争を自己崩壊の内乱戦に転換させること、(3)民主的な方法による正義の平和は到底不可能であり、戦争を通じてプロレタリア革命を遂行することが政治綱領となった
この大会においても植民地の世界における統一戦線の方針が修正されている。太平洋労働組合書記局が創立された1927年、中国国民党は中国の共産主義者を攻撃し（上海クーデター）、そのため植民地の国々における地元ブルジョワジーとの同盟を形成するという方針の見直しにつながった。しかし、大会では中国国民党を一方とし、インドのスワラジ党（Swaraj Party）とエジプトのワフド党を信頼できない同盟ながら敵ではないと考慮して他方とした区別がなされた。大会はインドの共産主義者に地元のブルジョワジーと英国の帝国主義者間の矛盾を利用することを求めた。

#### 第7回コミンテルン世界大会と人民戦線
7回目であり最後の大会は1935年7月25日から8月20日にかけてモスクワで開催され、そこには57か国、65の共産党から510名の代表が出席している。会議はファシズム反対、戦争反対の議論に加え、資本主義攻勢反対の一国的及び国際的統一戦線及び人民戦線の徹底的展開並びにその効果的活動方針を決定している。スポーツ・宗教などの活動にも浸透することが求められた。
主な報告はディミトロフによってなされ、他の報告はパルミーロ・トリアッティ、ヴィルヘルム・ピーク、ドミトリー・マヌイリスキーによった。大会は公式にファシズムに対する人民戦線を承認した（反ファシズム統一戦線）。この方針の主張は共産党ならばファシズムに反対する全ての会派と人民戦線をなすこと、及び共産党自身が労働者階級を基盤とする会派との統一戦線を形成することを制限しないことであった。コミンテルンのどの国家の部局からもこの方針に対する目立った反対はなく、特にフランスとスペインにおいては人民戦線政府につながるレオン・ブルムの1936年選挙とともに重要な結果となる。

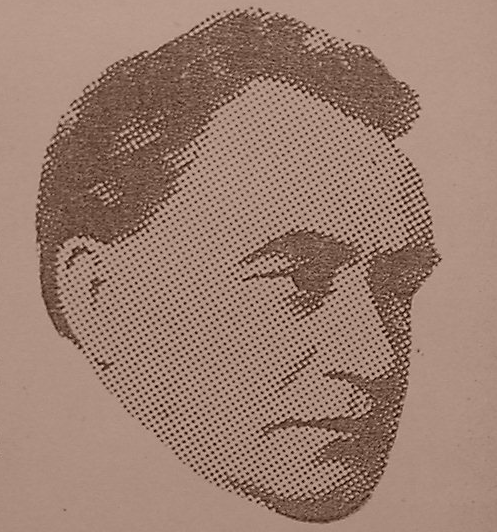
ゲオルギ・ディミトロフ
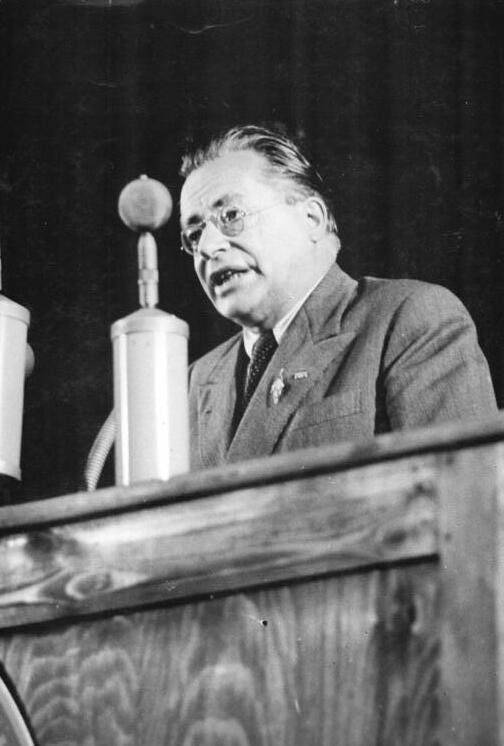
パルミーロ・トリアッティ
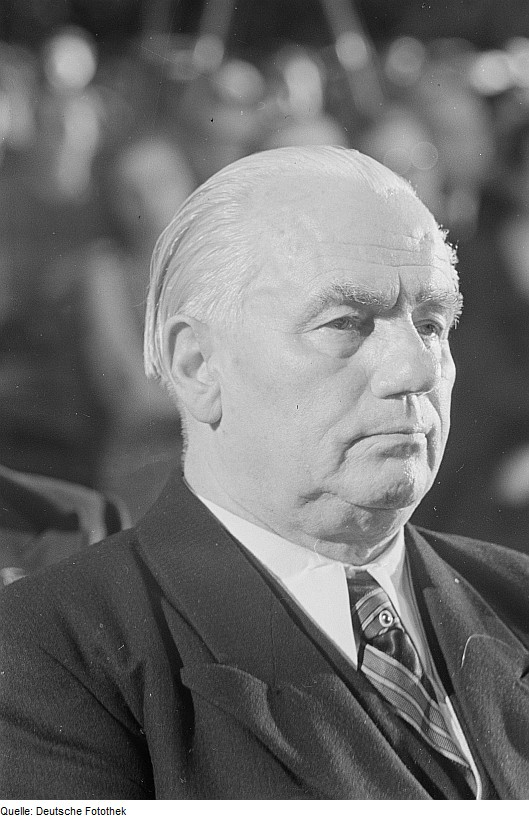
ヴィルヘルム・ピーク
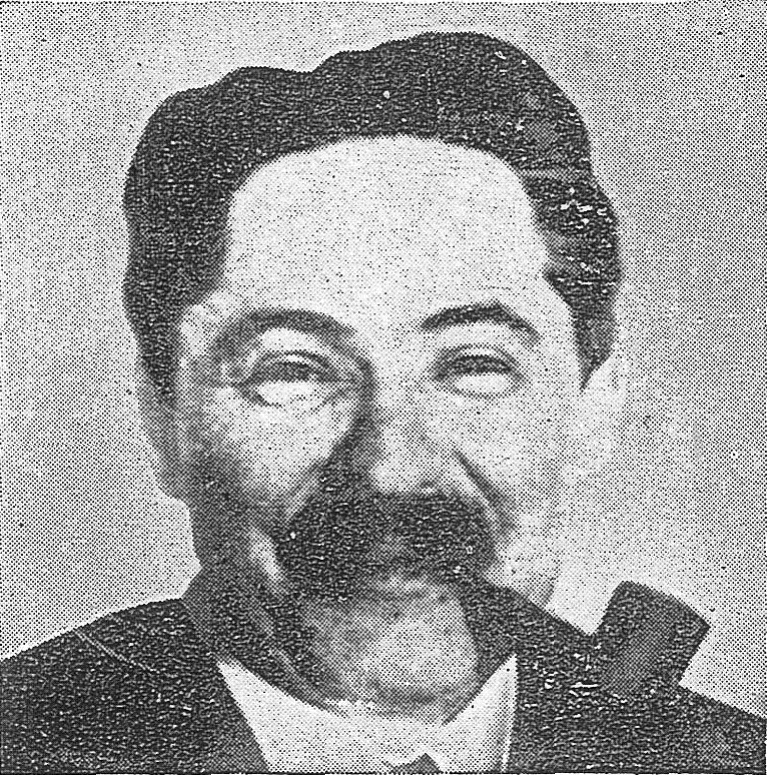
ドミトリー・マヌイリスキー

統一戦線はコミンテルンの根本政策とした決議の第一には、コミンテルンはそれまでの諸団体との対立を清算し、反ファシズム、反戦思想を持つ者とファシズムに対抗する単一戦線の構築を進め、このために理想論を捨て各国の特殊事情にも考慮して現実的に対応し、気づかれることなく大衆を傘下に呼び込み、さらにファシズムあるいはブルジョワ機関への潜入を積極的に行って内部からそれを崩壊させること、第二に共産主義化の攻撃目標を主として日本、ドイツ、ポーランドに選定し、この国々の打倒にはイギリス、フランス、アメリカの資本主義国とも提携して個々を撃破する戦略を用いること、第三に日本を中心とする共産主義化のために中華民国を重用することが記されている（コミンテルン指令1937年、尾崎秀実#諜報活動、『米国共産党調書』、ヴェノナ文書も参照）。コミンテルンの主な攻撃目標にされた日本とドイツは1936年11月25日に日独防共協定を調印した。

#### 大粛清とコミンテルン

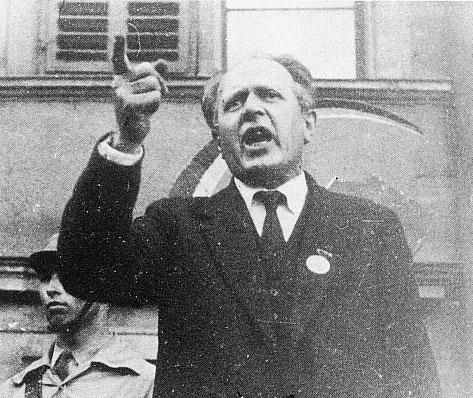
フリッツ・プラッテン

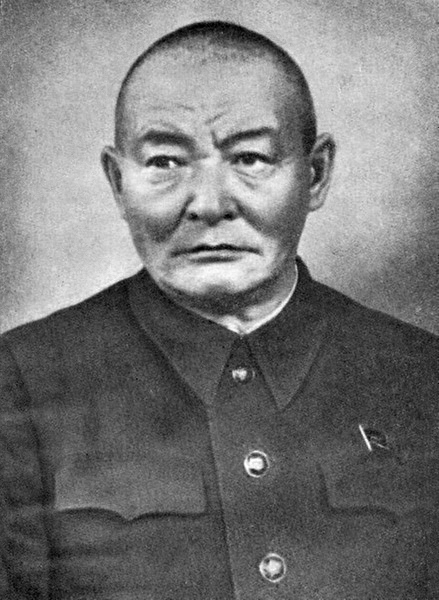
ホルローギーン・チョイバルサン

1930年代のスターリンによる大粛清はソ連国内及び海外にいたコミンテルン活動家に影響を及ぼした。スターリンの指示により見かけ上はコミンテルンとして活動するソ連秘密警察、対外諜報員及び情報提供者がコミンテルンに徹底的に送り込まれた。「ミハイル・アレクサンドロヴィチ・モスクビン」という偽名を使っていたその指揮官の1人であったメール・トリリッセルは実際には後に内務人民委員部（NKVD）となるソビエトOGPUの対外部局長官であった。コミンテルンのスタッフメンバー492人の内133人がスターリンの命令で大粛清の犠牲者になった。ナチス・ドイツから逃げたり、あるいはソ連に移住するよう説得された数百人のドイツ人の共産主義者と反ファシズム主義者は粛清され、また1000名以上がドイツに送還させられている。フリッツ・プラッテンは1942年にニャンドマで銃殺され、インド(ヴォレンドラナート・チャットパディア)、朝鮮、メキシコ、イラン及びトルコの共産党の指導者が処刑された。11人のモンゴル人民革命党指導者の内、ホルローギーン・チョイバルサンだけが生き残った。数多くのドイツ人共産主義者がヒトラーに引き渡された。概して、欧米の民主主義国家の共産党指導者は粛清を免れ、ファシズムや植民地の共産党指導者が粛清された。レオポルド・トレッペルは、「全ての国の党活動家がいた宿舎ではだれも朝の3時まで寝なかった。…ちょうど3時に自動車のライトが見え始めた。…我々は窓の傍で、どこにその車が止まったか確かめようと待った」と、この頃を振り返った。

## 日本共産党とコミンテルンテーゼ
1922年に日本共産党が承認された（日本共産党はコミンテルン日本支部となる）。
- 第一次共産党
  - 22年テーゼ（草案）

1922年にコミンテルンのブハーリンが起草した「日本共産党綱領草案」。日本共産党では君主制廃止をめぐる内部意見の対立から正式な綱領（テーゼ）とはしなかったが、理論的に承認した（1923年）。
- ビューロー
- 第二次共産党
  - 27年テーゼ

関東大震災で打撃を受けた日本共産党は1926年に再建し、1927年コミンテルンで採択された「日本問題に関する決議」が活動方針になった。
- 武装共産党
- 非常時共産党
  - 31年政治テーゼ草案

コミンテルンのゲオルギー・サファロフ(元ジノヴィエフ派、後に粛清)により執筆され、当面する日本革命を「ブルジョア民主主義的任務を広汎に抱擁するプロレタリア革命」とした。
- リンチ共産党
  - 32年テーゼ

コミンテルンと片山潜、野坂参三、山本懸蔵らの討議を経て、1932年に「日本の情勢と日本共産党の任務に関するテーゼ」が採択され、日本共産党の新たな活動方針になった。
9月、思想検事のコミンテルン活動検挙により洲崎第一飛行学校赤化事件 が発覚、鹿島秀夫、東雲孝、日本大学教授の杉之原舜一が検挙された。
- 日本共産主義者団
  - 1936年

1935年のコミンテルン第7回大会で採択された人民戦線に基づき、野坂参三・山本懸蔵が「日本の共産主義者への手紙」を執筆。だが日本共産党の党組織はすでに崩壊していたため影響力は無に等しかった。

## 推奨文献
- C・L・R・ジェームズ、World Revolution 1917-1936: The Rise and Fall of the Communist International Humanities Press, New Jersey, (Revolutionary Series), 1993, ISBN 1-57392-583-7
- Marcel Liebman, Leninism Under Lenin Humanities Press, New Jersey ISBN 0-85036-261-X
- Piero Melograni, Lenin and the Myth of World Revolution: Ideology and Reasons of State 1917-1920, Humanities Press, New Jersey, 1990
- The Comintern and its Critics (Special issue of Revolutionary History Volume 8, no 1, Summer 2001)
- ドミトリー・ヴォルコゴーノフ、Trotsky: the Eternal Revolutionary, Free Press, 1996 ISBN 978-0-684-82293-8

生田真司訳『トロツキー : その政治的肖像（上・下）』（朝日新聞社, 1994.7）ISBN 4-02-256792-9／ISBN 4-02-256793-7